# Jacques Cambessèdes
Jacques Cambessèdes (* 26. August 1799 in Montpellier; † 20. Dezember 1863 auf seinem Landgut Féroussac bei Meyrueis) war ein französischer Agronom und Botaniker.

## Leben und Werk
Von März bis Juni 1824 erkundete Cambessèdes auf Anregung von Jacques Gay und Alexander von Humboldt die Balearen und erstellte als erster ein floristisches Inventar der Inselgruppe (Titel: „Enumeratio Plantarum quas in insulis Balearibus ...“). Diese Veröffentlichung war ein bemerkenswerter Beitrag zur mediterranen Biogeographie der ausgehenden 1820er Jahre.
Mehrere Pflanzen tragen als spezifisches Epitheton seinen Namen, darunter auch Paeonia cambessedesii, eine Pfingstrose aus Mallorca. In der botanischen Taxonomie wird für Cambessèdes die Abkürzung „Cambess“ verwendet. Cambessèdes wurde am 10. Juni 1829 mit der Matrikel-Nr. 1331 und dem akademischen Beinamen Serra als Mitglied in die Deutsche Akademie der Naturforscher Leopoldina aufgenommen.

## Schriften
- Enumeratio plantarum quas in insulis Balearibus collegit. Earumque circa mare Mediterraneum distributio geographica. Paris 1827 (Digitalisat)